# 陳蝶衣
陈蝶衣（1907年10月18日—2007年10月14日），原名陈元栋 （页面存档备份，存于），一说陈哲勋，筆名陈涤夷、陈蝶衣、玉鸳生、狄薏、陳式、文流、方忭、方勝、方達、葉綠、葉芳、葉凡、辛夷、明瑤、郎潑來、梁佩瓊等，号逋客，大清江苏省常州府武进县人，中國報人、作家、填詞家、編劇家。
陈蝶衣15岁即入新闻报做抄写员，后逐渐升为编辑。1933年独立出版《明星日报》，发起了中国历史上第一次大众参与的最受歡迎女明星選舉——“电影皇后选举大会”，每期登载各位明星的选票数，最后选举出胡蝶为电影皇后。1941年，创办《万象》杂志，并出任首任主编。他最初是為上海電影《鳳凰于飛》(1945)的歌曲填詞,後來作品越來越多。
大陸政權易手後, 陳蝶衣1952年移居香港。一直從事編輯、寫作、電影編劇、作詞等文化工作。1987年獲香港電台頒發第十屆十大中文金曲金針獎。1996年獲香港創作人協會終身成就獎。2007年10月14日在香港逝世，終年99歲（距離100歲生日相差4天）。
陈蝶衣有兩段婚姻,共四子一女，长女陈力行（1933年－）为南京合唱团团长兼主唱，长子陈燮阳（1939年－）是上海交响乐团的艺术总监，次子陈濟陽是著名化妆师。陈家堪称“艺术之家”。陳美心為長孫女。於加拿大修畢視覺藝術及心理學。
陈蝶衣一生为5000余首歌曲填词，代表作有《南屏晚鐘》、《情人的眼泪》、《我的心裡沒有他》、《凤凰于飞》、《愛神的箭》、《春風吻上我的臉》、《我有一段情》等，其作品多与同是由上海到香港的著名作曲家姚敏合作，周璇、姚莉、邓丽君、刘文正、费玉清、蔡琴、潘秀瓊等均唱过其作品。
陳蝶衣擅長創作舊體詩詞，其作品編輯為《花窠詩葉》三大冊。